# ديف ويلكوكس
ديف ويلكوكس (بالإنجليزية: Dave Wilcox)‏ هو لاعب كرة قدم أمريكية أمريكي، ولد في 29 سبتمبر 1942 في أونتاريو في الولايات المتحدة.

## وصلات خارجية
- ديف ويلكوكس على موقع مرجع كرة القدم المحترفة.كوم (الإنجليزية)